# Salorno sulla Strada del Vino
Salorno sulla Strada del Vino (Salurn an der Weinstraße in tedesco, Salórn in dialetto trentino) è un comune italiano di 3 841 abitanti della provincia autonoma di Bolzano, in Trentino-Alto Adige, situato in Bassa Atesina (Bozner Unterland).
Nei pressi del paese la valle dell'Adige si restringe, formando la Chiusa di Salorno (Salurner Klause). Negli ultimi due secoli la chiusa ha costituito una barriera simbolica tra la parte germanofona e italofona (oggi Trentino) del Tirolo storico e viene tradizionalmente considerata il confine linguistico tra l'area di lingua germanica e quella di lingua italiana in Val d'Adige. Oggi la maggioranza dei salornesi è di lingua italiana.

## Geografia fisica

### Territorio

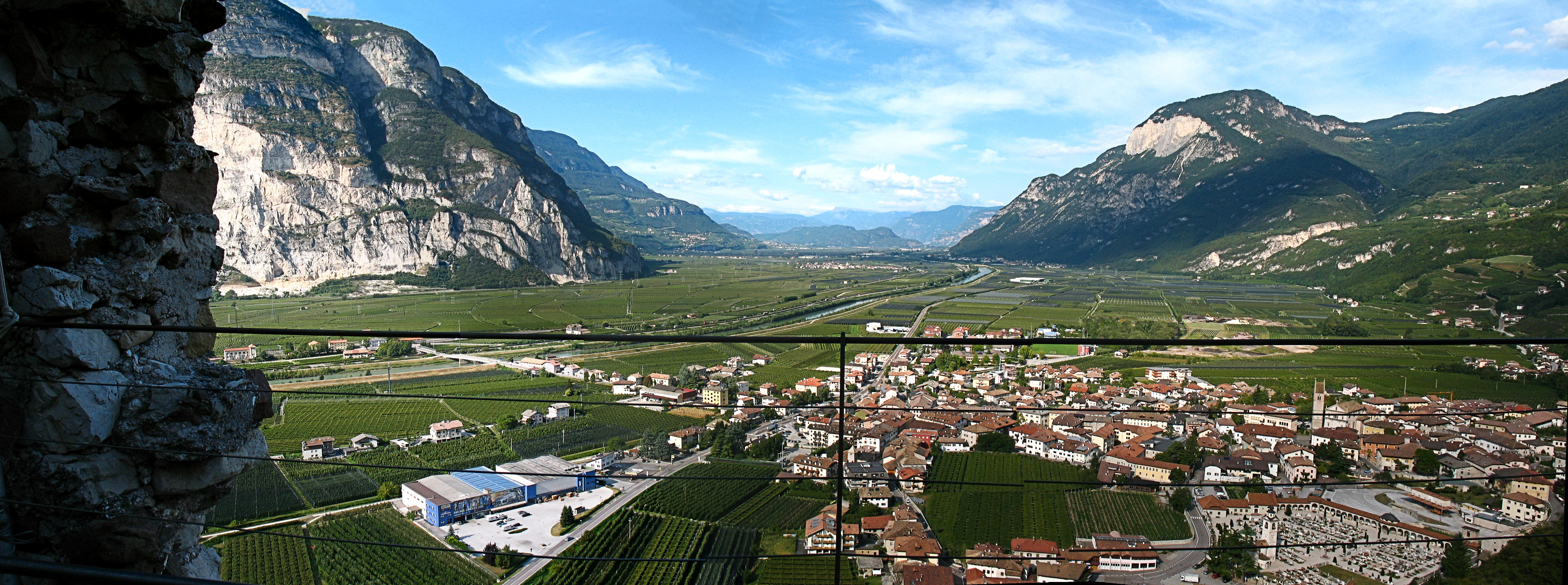
La piana attorno a Salorno vista dal castello

Si trova all'estremità meridionale dell'Alto Adige al confine con il Trentino, presso il fiume Adige a 224 m s.l.m.
Presso la "Stretta di Salorno" la Valle dell'Adige si restringe a circa 2-3 km, chiusa tra il Monte Alto (Geiersberg, 1083 m) a est (direttamente a sud dell'abitato di Salorno) e il Monticello (Wiggerspitz, 1857 m) a ovest sopra l'abitato di Roveré della Luna, già in provincia di Trento.
Sulle pendici a est si trovano le frazioni Pochi (Buchholz) e Cauria (Gfrill). Buona parte del suo territorio comunale fa parte del Parco naturale Monte Corno. Un'altra area protetta è il biotopo Paludèl.
In cima al paese scende la cascata di Salorno che da alcuni anni porta acqua soltanto dopo intense piogge. Questo è dovuto a lavori dell'ufficio "Bacini montani" della Provincia autonoma di Bolzano che ha rimosso per errore uno strato di terreno stagno durante dei lavori nel greto del torrente che alimenta la cascata.
A nord confina con Laghetti (Laag), frazione del comune di Egna, il cui centro dista circa 12 km. A nord-ovest, sull'altro lato del fiume Adige si trova Cortina sulla Strada del Vino, mentre direttamente a ovest (sempre sul lato opposto del fiume) si trova Roverè della Luna.
Lungo la strada statale 12 del Brennero che passa nei pressi del centro cittadino avvengono spesso degli smottamenti di terra che superano anche le barriere di contenimento.

### Clima
Salorno appartiene alla zona climatica E.

### Sismologia
Secondo la Classificazione sismica, il comune appartiene ad una zona con sismicità molto bassa.

## Origini del nome
Il toponimo è attestato come Salurnis nella seconda metà dell'VIII secolo, come Salurne nel 1184-1186 e - nell'urbario territoriale di Mainardo II di Tirolo-Gorizia - come Salurn nel 1288 e deriva probabilmente da un tema preromano sala col significato di "palude". Un'altra possibile teoria fa derivare il nome di questo paese da "Solis Urnae", tomba del sole. Questa tesi è avvalorata dal fatto che effettivamente Salorno vede il sole molto raramente d'inverno.
Le due frazioni sono attestate come Buchholcz nel 1547, e come Gaueril nel 1298 e ob Cafril nel 1340 e significano rispettivamente "faggeto" (Buche appunto in tedesco) e "stalla per capre" (caprile in latino).
Fino all'11 ottobre 2019 la sua denominazione era soltanto Salorno/Salurn; con Legge Regionale n. 5 del 19 settembre 2019 si è aggiunta la dizione "sulla Strada del Vino - an der Weinstraße".

## Storia

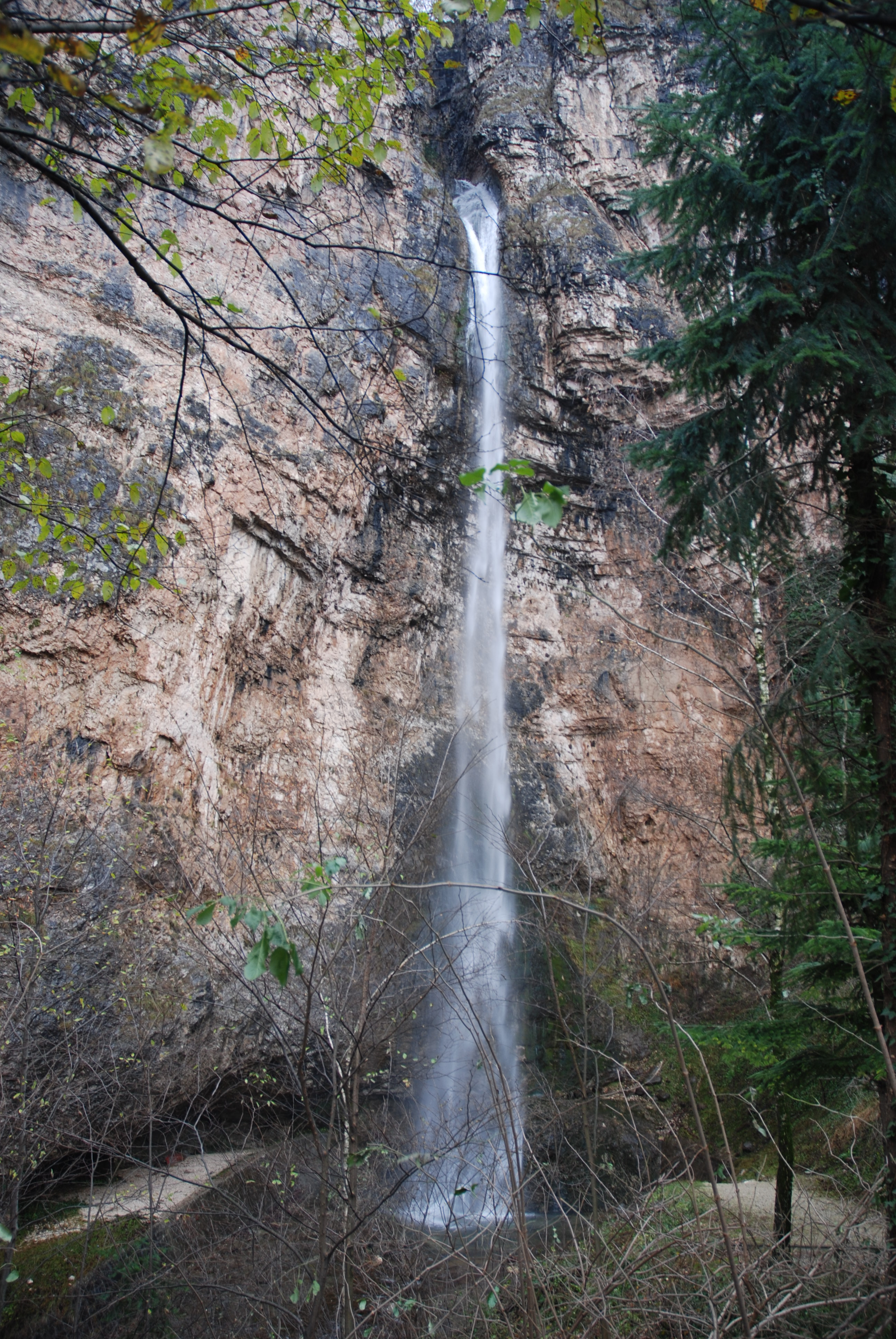
La cascata di Salorno del Titschenbach

In località Galgenbühel/Dos de la Forca sono stati fatti importanti rivenimenti archeologici risalenti ancora al mesolitico.
Salorno faceva anticamente parte della diocesi di Trento, ma sin dal Duecento i Conti del Tirolo ottennero il controllo del borgo. È del 1403 l'importante Weistum (statuto di regola) che definisce i diritti della comunità verso il potere asburgico, redatto interamente in lingua tedesca (medio alto tedesco):
(Inizio del Weistum di Salorno del 1403)
Fino alla prima guerra mondiale Salorno fece parte dell'Impero austro-ungarico (distretto di Bolzano), in seguito alla vittoria italiana suggellata dal Trattato di Saint-Germain-en-Laye venne annesso al Regno d'Italia.
Durante il Ventennio fascista il comune di Salorno fu aggregato alla provincia di Trento, assieme a tutta la Bassa Atesina, per facilitarne l'italianizzazione. L'uso del tedesco in pubblico e il suo insegnamento vennero vietati, ma la minoranza di lingua tedesca si organizzò istituendo classi clandestine in cui si insegnava la lingua tedesca (le cosiddette Katakombenschulen): il salornese Josef Noldin fu tra i principali organizzatori e fu per questo deportato dal governo fascista sull'isola di Lipari.
Nel 1948 Salorno passò alla provincia di Bolzano secondo quanto stabilito dal primo statuto d'autonomia del Trentino-Alto Adige, vista anche la volontà manifestata dalla popolazione di lingua tedesca della Bassa Atesina.

### Stemma
Lo stemma è costituito da una pila azzurra, su sfondo argento, e da un capo azzurro. È l'insegna dei Signori di Graland che possedevano il villaggio nel XIII secolo. Lo stemma è stato adottato nel 1971.

## Monumenti e luoghi d'interesse

### Architetture religiose
- Chiesa di Sant'Andrea Apostolo: parrocchiale del paese, fu edificata tra il 1628 e il 1640 su progetto di Francesco Lucchese[23]
- Chiesa di Sant'Orsola

### Castello di Salorno

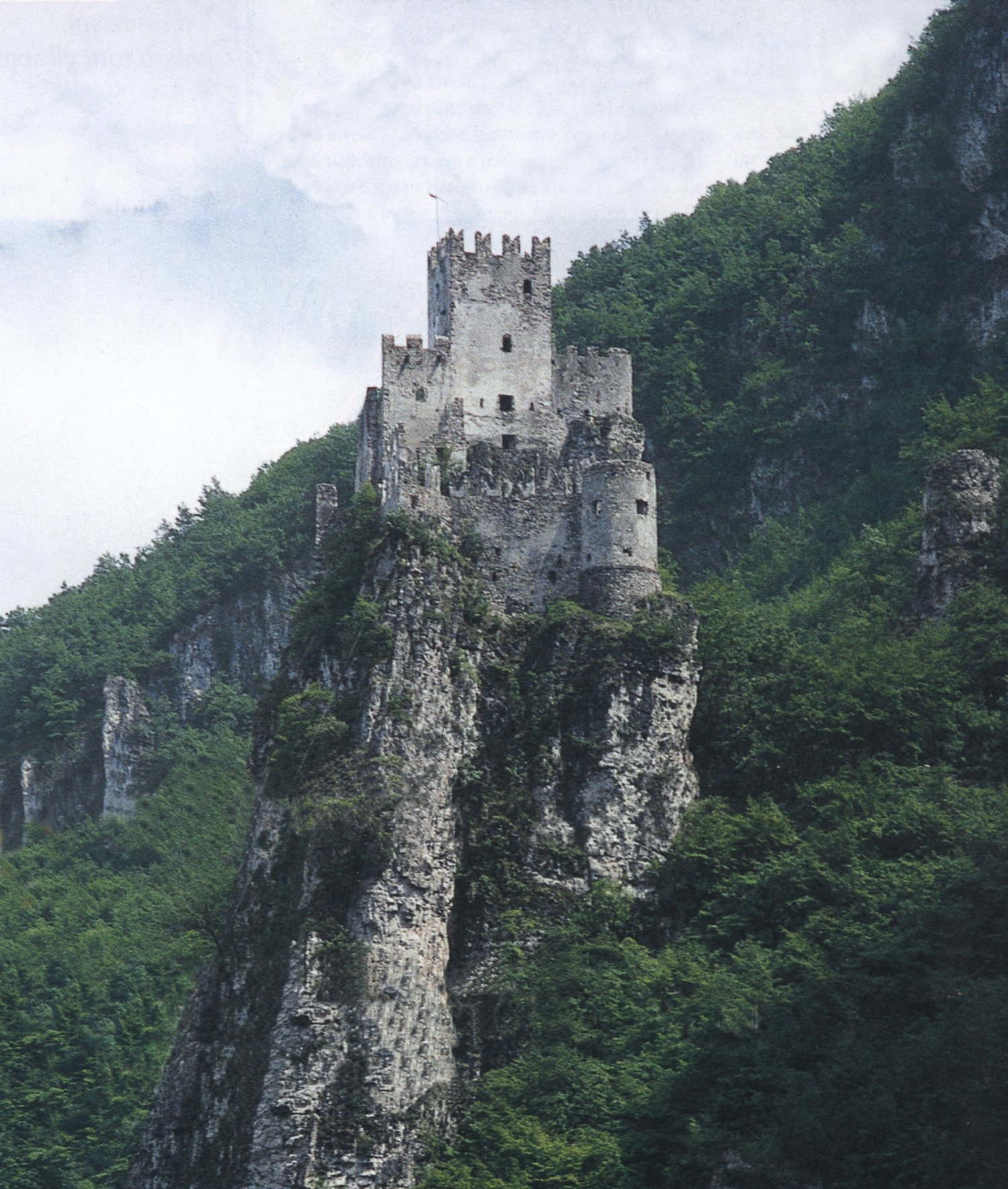
Haderburg, il Castello di Salorno

A sud del paese, sul fianco della montagna, poggia su uno sperone appuntito la Haderburg, il castello di Salorno. Il castello risale al XIII secolo: dopo essere stato in uno stato grezzo, tra il 2001 e il 2003 il Barone Ernesto Rubin de Cervin Albrizzi, ovvero l'attuale proprietario, ha voluto effettuare un restauro del castello, che è stato possibile anche grazie all'aiuto economico della Provincia Autonoma di Bolzano ed il sostegno della Fondazione Cassa di Risparmio di Bolzano. Al suo interno vengono sporadicamente allestite delle mostre d'arte.
La Haderburg è il luogo in cui recita la saga La vecchia cantina di vini vicino a Salorno, contenuta nella raccolta Deutsche Sagen (saghe tedesche) dei Fratelli Grimm (primo volume, saga numero 15).
Il castello è raggiungibile a piedi in una ventina di minuti dal paese di Salorno lungo una comoda stradina.

## Società

### Evoluzione demografica
Abitanti censiti

### Etnie e minoranze straniere
Al 31 dicembre 2015 gli stranieri residenti nel comune sono 814, ovvero il 21,66% della popolazione. Di seguito sono riportati i gruppi più consistenti:
1. Marocco, 186
2. Macedonia del Nord, 161
3. Pakistan, 123
4. Bangladesh, 68
5. Tunisia, 53
6. Albania, 27
7. Ucraina, 27
8. Romania, 24
9. Germania, 22
10. Bosnia ed Erzegovina, 20

### Ripartizione linguistica
| Ripartizione linguistica | 1971   | 1981   | 1991   | 2001   | 2011   | 2024   |
| ------------------------ | ------ | ------ | ------ | ------ | ------ | ------ |
| Madrelingua italiana     | 77,04% | 60,17% | 61,31% | 62,19% | 61,85% | 62,49% |
| Madrelingua tedesca      | 22,77% | 39,51% | 37,90% | 37,43% | 37,74% | 37,33% |
| Madrelingua ladina       | 0,22%  | 0,17%  | 0,78%  | 0,39%  | 0,40%  | 0,17%  |

Salorno è uno dei sei comuni della provincia ad avere una maggioranza di popolazione italofona. La particolarità è che in buona parte non si tratta di discendenti delle immigrazioni organizzate dai governi italiani nel periodo 1919-1945, ma di gruppi di origine trentina che vivono nell'area da secoli. Nel censimento del 1921, due anni dopo l'annessione all'Italia, la popolazione si era dichiarata ancora di maggioranza tedesca, tanto era avanzato il processo di germanizzazione degli autoctoni italofoni. I dati furono successivamente rettificati da una commissione statale, modificando l'appartenenza del gruppo linguistico per le famiglie con nome italiano. Così a Salorno e in altri comuni della Bassa Atesina la precedente maggioranza tedescofona divenne minoranza.
La stretta di Salorno (Salurner Klause) è considerata tradizionalmente il confine tra area linguistica italiana e area linguistica tedesca, e così compare anche nel Südtirollied del 1926. Inoltre il paese viene spesso indicato come località più meridionale di lingua tedesca. Questa affermazione è inesatta, dal momento che Zermatt in Svizzera si trova 25 km più a sud.

### Religione
A Salorno, come in tutta la regione, la religione principale è quella cristiano-cattolica; sono presenti, tuttavia, minoranze religiose quali: l'islam, i cristiani evangelici, i testimoni di Geova e altri culti.

### Tradizioni e folclore

#### Carnevale
La tradizione carnevalesca a Salorno è molto antica. Fino al XX secolo, come da tradizione secolare in Bassa Atesina, si svolgeva la sfilata dell'Egetmann. Nel 1949 ci fu una sfilata imponente che contava circa 400 partecipanti, all'insegna della fiaba "le 1000 e 1 notte". L'interesse dei paesani andò scemando fintanto che le manifestazioni carnevalesche decaddero.
Nel 2010, si provò a far rivivere il carnevale al paese. Tema principale della sfilata era il nano Perkeo, personaggio storico nato a Salorno, che dopo secoli passati a Heidelberg, in Germania, torna a casa. Qui riceve le chiavi del paese da parte del Sindaco il giovedì grasso, e regna su Salorno fino a martedì grasso. Il paese festeggia il ritorno del famoso nano e del suo seguito, ma soprattutto la fine della tirannia della vecchia amministrazione comunale, che nel sabato di carnevale, viene imprigionata durante la sfilata.

## Cultura

### Cucina
Alcuni piatti caratteristici della cucina locale sono lo strudel, i canederli, i crauti, i Würstel, lo strauben e lo Speck.

## Infrastrutture e trasporti
Il centro di Salorno è attraversato dalla strada statale 12 dell'Abetone e del Brennero. Per quanto riguarda i trasporti ferroviari, la località è servita dalla stazione di Salorno posta sulla linea del Brennero.

## Amministrazione
| Periodo | Periodo   | Primo cittadino          | Partito                                                 | Carica  | Note |
| ------- | --------- | ------------------------ | ------------------------------------------------------- | ------- | ---- |
| 2000    | 2015      | Giorgio Marco Giacomozzi | Lista civica Impegno per Salorno - Vorschlag für Salurn | Sindaco |      |
| 2015    | in carica | Roland Lazzeri           | SVP                                                     | Sindaco |      |

## Sport
Ha sede nel comune la società di calcio U.S.D. Salorno, nata nel 1969, che ha disputato campionati dilettantistici regionali.
Nella frazione di Pochi ha sede una squadra di broomball.
Tra il paese di Laghetti e quello di Salorno è presente una falesia attrezzata per praticare l'arrampicata sportiva, con un totale di 18 vie.